# Studios Sony Music
Les studios Sony Music sont des studios d'enregistrement, de tournage, de mixage audio et de mastering situés à New York, appartenant à Sony Music Entertainment. Basés dans le quartier de Hell's Kitchen de Manhattan, les studios ont fermé en 2007. Ils sont célèbres pour avoir accueilli de nombreux tournages d'émissions, comme la première version de Qui veut gagner des millions ? en version américaine, la série MTV Unplugged, ou encore le Hard Rock Live de VH1.
De nombreux artistes et groupes se sont ainsi produits au sein des studios Sony Music, tels que Paul McCartney, Eric Clapton, Nirvana ou encore Pearl Jam.